# Eisenerz
Eisenerz (« minerai de fer ») est une ville minière autrichienne du district de Leoben en Styrie.

## Histoire
La ville est mentionnée pour la première en 1230 sous le nom d'Aerz.

## Personnalités
- August Musger (1868-1929), prêtre et physicien.